# Transe Gaule
La Transe Gaule est la course pédestre individuelle la plus longue de France. Elle est constituée de dix-huit étapes en dix-huit jours consécutifs pour un total de 1 150 km, de la Manche à la Méditerranée. 

## Histoire
La Transe Gaule est créée en 2001 par Jean-Benoît Jaouen et Christophe Rochotte, Quinze concurrents prennent le départ pour cette première édition, pour atteindre un maximum de 50 coureurs par la suite. Douze éditions voient le jour jusqu'en 2016, environ 350 coureurs issus de 25 pays participent à la Transe Gaule. Sur les dix premières éditions, 31 femmes et 187 hommes réussissent la traversée Manche-Méditerranée au moins une fois et jusqu’à 10 fois pour certains.
Cette course d'ultrafond a son équivalent entre autres en Allemagne (la Deutschlandlauf (de)) en Europe (la Transeurope) et en Amérique (la Transamérica). En raison de différentes difficultés, la Transe Gaule ne connaîtra pas de 13e édition en 2017,.

## Règles
Les règles de course sont délibérément simples :
- une étape d’une distance comprise entre 50 et 77 kilomètres par jour, à couvrir à une moyenne minimum imposée (éliminatoire) de 5,5 km/h ;
- dix-huit étapes en dix-huit jours ;
- classement général unique par cumul des temps de chaque étape.

Cette course, c'est la traversée de la France en courant. Le départ a lieu à Roscoff (Finistère) et l'arrivée à Gruissan plage (Aude).

## Éditions successives
| Année | Numéro d'édition | Distance (km) | Nombre de jours | Vainqueur · homme, femme               | Pays               | Temps                               |
| ----- | ---------------- | ------------- | --------------- | -------------------------------------- | ------------------ | ----------------------------------- |
| 2001  | 1                | 1 130         | 18              | Maurice Mondon                         | France             | 96 h 15 min 46 s                    |
| 2002  | 2                | 1 130         | 18              | Rainer Koch · Ria Buiten               | Allemagne Pays-Bas | 94 h 4 min 52 s 124 h 0 min 57 s    |
| 2004  | 3                | 1 149         | 18              | Jean-Jacques Moros · Sigrid Eichner    | France Allemagne   | 94 h 0 min 36 s 184 h 30 min 20 s   |
| 2005  | 4                | 1 149         | 18              | Janne Kankaansyrja · Hiroko Okiyama    | Finlande Japon     | 98 h 8 min 52 s 116 h 43 min 48 s   |
| 2006  | 5                | 1 150         | 18              | Werner Selch · Regina Van Geene        | Allemagne Pays-Bas | 109 h 17 min 41 s 176 h 34 min 42 s |
| 2007  | 6                | 1 150         | 18              | Martin Wagen · Elke Streicher          | Suisse Allemagne   | 103 h 19 min 42 s 123 h 37 min 33 s |
| 2008  | 7                | 1 151         | 18              | René Strosny · Hiroko Okiyama          | Allemagne Japon    | 94 h 4 min 40 s 108 h 49 min 34 s   |
| 2010  | 8                | 1 150         | 18              | Nabuurs Jan · Brigitte Bec Cètre       | Pays-Bas France    | 98 h 23 min 43 s 124 h 0 min 54 s   |
| 2011  | 9                | 1 150         | 18              | Jean-Jacques Moros · Carmen Hildebrand | France Allemagne   | 91 h 14 min 12 s 109 h 39 min 14 s  |
| 2013  | 10               | 1 190         | 19              | Jean-Jacques Moros · Carmen Hildebrand | France Allemagne   | 100 h 42 min 27 s 116 h 33 min 29 s |
| 2014  | 11               | 1 190         | 19              | Stéphane Pelissier · Carmen Hildebrand | France Allemagne   | 107 h 19 min 44 s 116 h 15 min 15 s |
| 2016  | 12               | 1 190         | 19              | David Le Broc'h · Jennifer Bradley     | France Royaume-Uni | 105 h 26 min 58 s 134 h 56 min 9 s  |

- L'étape la plus courte est de 49 km, c'est la 11e (Bourganeuf - Peyrelevade) ;
- La plus longue est de 75 km, c'est la 12e (Peyrelevade - Mauriac) ;
- La longueur moyenne d'une étape est de 63,9 km.